# 迈克尔·贡纳
迈克尔·帕提克·弗兰西斯·贡纳（英語：Michael Patrick Francis Gunner，1976年1月6日—），澳大利亚工党籍政治家，现任澳大利亚北领地首席部长及北领地工党领袖。贡纳于2008年8月当选为北领地议会议员，2015年4月成为北领地工党领袖及议会反对党领袖。2016年8月，在选举中获胜出任北领地首席部长。2022年5月，宣布以家庭為由辭職。其時他的二子於上一個月出生。